# Otto Umfrid
Otto Ludwig Umfrid (* 2. Mai 1857 in Nürtingen; † 23. Mai 1920 in Winnenden) war ein deutscher evangelischer Theologe und Pazifist.

## Familie und Jugend
Umfrid wurde als Sohn eines Rechtsanwalts und dessen Frau 1857 geboren. Zwischen 1875 und 1879 studierte er Evangelische Theologie am Evangelischen Stift in Tübingen. Er war Mitglied der Studentenverbindung Tübinger Lichtenstein. Während seines Studiums und als junger Pfarrer erlebte er die Armut der Kleinbauern und in seiner Stuttgarter Zeit die der Industriearbeiter.

## Wirken
Auch am Evangelischen Stift Tübingen war er von 1882 bis 1884 Stiftsrepetent. 1884 übernahm er ein Pfarramt im Schwarzwald, bevor er 1890 Stadtpfarrer in Stuttgart wurde. Zwanzig Jahre lang schrieb Umfrid als Herausgeber des Familienblattes „Grüß Gott“ Sonntagspredigten. Weiter gab er die Zeitschrift „Völkerfrieden“ heraus.
1894 trat Otto Umfrid in die Deutsche Friedensgesellschaft (DFG) ein. Auf Umfrids Initiative gründete sich 1899 der DFG-Landesverein Württemberg. 1900 wurde Umfrid stellvertretender Vorsitzender der DFG, deren Hauptgeschäftsstelle im selben Jahr nach Stuttgart verlegt wurde. Besonders bemühte er sich um die Verständigung zwischen Deutschland, dessen „Erbfeind“ Frankreich, England und Russland. Dies geschah durch zahlreiche öffentliche Auftritte, so auf dem Weltfriedenskongress von 1904 und auf deutschen Friedensversammlungen. Damit setzte er sich in Gegensatz zur offiziellen deutschen Außenpolitik, die unter Kaiser Wilhelm II. auf Hochrüstung setzte, unter anderem auf ein Deutsch-Britisches Flottenwettrüsten. Weiter wandte er sich gegen die sozialen Missstände bei Kleinbauern und Industriearbeitern.
Aufgrund seiner sich verschlechternden Sehkraft, die schließlich in der völligen Erblindung mündete, musste er 1913 in den Ruhestand treten. Während des Ersten Weltkrieges deckte Umfrid deutsche Kriegspropaganda auf. Er wurde darauf mit einem Schreibverbot belegt. 1917 legte er alle Ämter nieder und zog sich zurück.

## Ziele
Umfrid wandte sich aus theologischen Erwägungen gegen Rüstung und Krieg, denn Christus habe den Frieden gepredigt. Aus nationalistischen Gründen einen Krieg zu rechtfertigen, hielt er für Gotteslästerung. Er zielte dagegen auf einen europäischen Staatenbund, der den Frieden sichern sollte. Der Gedanke ging zurück auf den französischen Pazifisten Paul Henri Baron d’Estournelles de Constant, der befürchtete, dass Nordamerika und Asien Europa wirtschaftlich und politisch überflügelten. D’Estournelles de Constant setzte deshalb auf eine Konzentration der europäischen Kräfte. Weiter beeinflussten Umfrid seit seiner Studienzeit die pazifistischen Ideen des schwäbischen Philosophen Karl Christian Planck. Planck forderte bereits 1852 zur Absicherung des Weltfriedens eine Weltregierung in Verbindung mit einer internationalen Staatengemeinschaft.
Umfrid griff diese Gedanken auf und entwickelte sie weiter. Sie sind der Kern seines pazifistischen Strebens geworden. Er kritisierte die Pflege nationalistischer Feindbilder. Allein ein europäischer Staatenbund könne den dauerhaften Frieden der alten Welt garantieren. In seiner 1913 erschienenen Schrift Europa den Europäern publizierte er seine Idee, legte aber Wert darauf, dass die Föderation der europäischen Staaten nur die Vorstufe einer „Symbiose der Menschheit“ sein könne. Sein großes Ziel war eine global-kooperative Staatenfamilie. Außerdem benannte Umfrid in Europa den Europäern elementare Menschenrechte und versuchte sie auf die bilaterale, zwischenstaatliche Beziehungen zu übertragen. Auch wandte er sich gegen diskriminierende Rassentheorien, in denen er einen „krassen Rückfall in die Barbarei“ sah.

## Reaktionen
Umfrid geriet durch seine Haltung auch mit seiner Staatskirche, der Württembergischen Landeskirche, in der er als Pfarrer tätig war, in Konflikt. Umfrid sah sich Angriffen seiner Kollegen ausgesetzt, von denen ihn einer wegen seiner „Gemeinschaft mit Juden und Judengenossen“ anspuckte. Ein Kollege bezeichnete ihn nach einem Vortrag in Münsingen 1897 als „agitatorischen Friedenshetzer“. Auch Vorgesetzte ermahnten ihn, von seinen Vorstellungen abzulassen. Der Stuttgarter Stadtdekan kritisierte seine „agitatorische Thätigkeit für die sogenannte Friedensbewegung“. Umfrid erhielt einen dienstlichen Verweis seiner Kirche. Umfrid hielt dagegen: „Wenn die Kirche sich nicht auf ihre Aufgabe besinnt, so muss eine Erneuerung der Religion kommen, die […] das Reich Gottes außerhalb des Schattens der Kirche baut.“
Später trieben die Nationalsozialisten Otto Umfrids Sohn, Hermann Umfrid, Pfarrer in der fränkischen Stadt Niederstetten, in den Suizid. Er hatte sich bereits am Anfang der Naziherrschaft gegen deren Pogrome gewandt.

## Ehrungen
Nach dem Erscheinen seiner Schrift Europa den Europäern 1913 schlugen Berta von Suttner und andere ihn für den Friedensnobelpreis vor. Sein Name befand sich auf einer vom Nobelpreiskomitee zusammengestellten „Short List“ mit insgesamt sechs Namen. Durch den Ausbruch des Ersten Weltkrieges wurde das Verfahren zur Vergabe des Friedensnobelpreises 1914 aber abgebrochen. Auch 1901 und 1913 war er vorgeschlagen worden.
In Stuttgart ist eine Straße nach ihm benannt. Die bis 2006 in Nürtingen bestehende Otto-Umfrid-Schule fusionierte mit der bestehenden Fritz-Ruoff-Schule, deren Neubau dafür den Namen „Otto-Umfrid-Bau“ erhielt.

### Primärliteratur
- Karl Planck. Dessen Werke und Wirken. Zum Andenken an den Verewigten seinen Schülern und Freunden gewidmet. Fues, Tübingen 1881.
- Friede auf Erden! Betrachtungen über den Völkerfrieden. Langguth, Esslingen am Neckar 1898.
- Europa den Europäern. Politische Ketzereien. Langguth, Esslingen am Neckar 1913.
- Die armenischen Greuel und die Friedfertigen des Orients. In: Eduard Bernstein u. a.: Armenien, die Türkei und die Pflichten Europas. Bremen 2005, S. 57–74.

als Herausgeber
- Der Wehrverein, eine Gefahr für das deutsche Volk: Polemisches und Irenisches. Langguth, Esslingen am Neckar 1914.

### Sekundärliteratur
- Grete Umfrid (Hrsg.): Zum Gedächtnis von Otto Umfrid. Vlg. Friede durch Recht, Hg. Fritz Röttcher, Stuttgart, Wiesbaden ca. 1921.
- Christof Mauch, Tobias Brenner: Für eine Welt ohne Krieg. Otto Umfrid und die Anfänge der Friedensbewegung. Ulmer, Schönaich 1987, ISBN 3-924191-25-5.
- Walter Bredendiek: Die Friedensappelle deutscher Theologen von 1907/08 und 1913. In dsb. Irrwege und Warnlichter. Anmerkungen zur Kirchengeschichte der neueren Zeit. Hamburg 1966, Seite 40–60.
- Walter Bredendiek: Otto Umfrid. Ein vergessener Vorkämpfer für eine Welt ohne Krieg. Zu seinem 50. Todestag. In: Stimme der Gemeinde zum kirchlichen Leben, zur Politik, Wirtschaft und Kultur. Jg. 22, 1970, Seite 394–402.
- Walter Bredendiek: Kirchengeschichte von 'links und von unten'. Studien zur Kirchengeschichte des 19. und 20. Jahrhunderts aus sozialhistorischer Perspektive. (PDF; 1,9 MB), Leonhard-Thurneysser-Verlag 2011, ISBN 978-3-939176-83-1.
- Manfred Schmid: Otto Umfrid. In: Biographisch-Bibliographisches Kirchenlexikon (BBKL). Band 12, Bautz, Herzberg 1997, ISBN 3-88309-068-9, Sp. 910–916 (Artikel/Artikelanfang im Internet-Archive).
- Juliane Ziegler: Der politisierende Pfarrer. In: chrismon plus 2/2016. ISSN 1619-6384, S. 47.